# گمنام (فیلم ۲۰۱۱)
گمنام (انگلیسی: Anonymous) فیلمی در ژانر درام تاریخی به کارگردانی رولند امریش و نویسندگی جان اورلوف است که در سال ۲۰۱۱ منتشر شد.

## بازیگران
- ریس ایفانز
- ونسا ردگریو
- جولی ریچاردسون
- دیوید تیولیس
- جیمی باور
- مارک رایلنس
- درک جاکوبی
- سام رید
- تونی وی
- دِتلِـف بوته